# ساشا دام
ساشا دام (انگلیسی: Sascha Dum؛ زادهٔ ۳ ژوئیهٔ ۱۹۸۶) بازیکن فوتبال اهل آلمان است.
از باشگاه‌هایی که در آن بازی کرده‌است می‌توان به باشگاه فوتبال آلمانیا آخن، باشگاه فوتبال فورتونا دوسلدورف، باشگاه فوتبال بایر ۰۴ لورکوزن، باشگاه فوتبال انرژی کوتبوس، و باشگاه فوتبال دویسبورگ اشاره کرد.
وی همچنین در تیم‌های ملی فوتبال جوانان آلمان، زیر ۲۰ سال آلمان، و زیر ۲۱ سال آلمان بازی کرده‌است.